# Writing to Vermeer

Writing to Vermeer est un opéra de Louis Andriessen sur un livret de Peter Greenaway, avec musique électronique de Michel van der Aa, sur le peintre des Pays-Bas Johannes Vermeer.

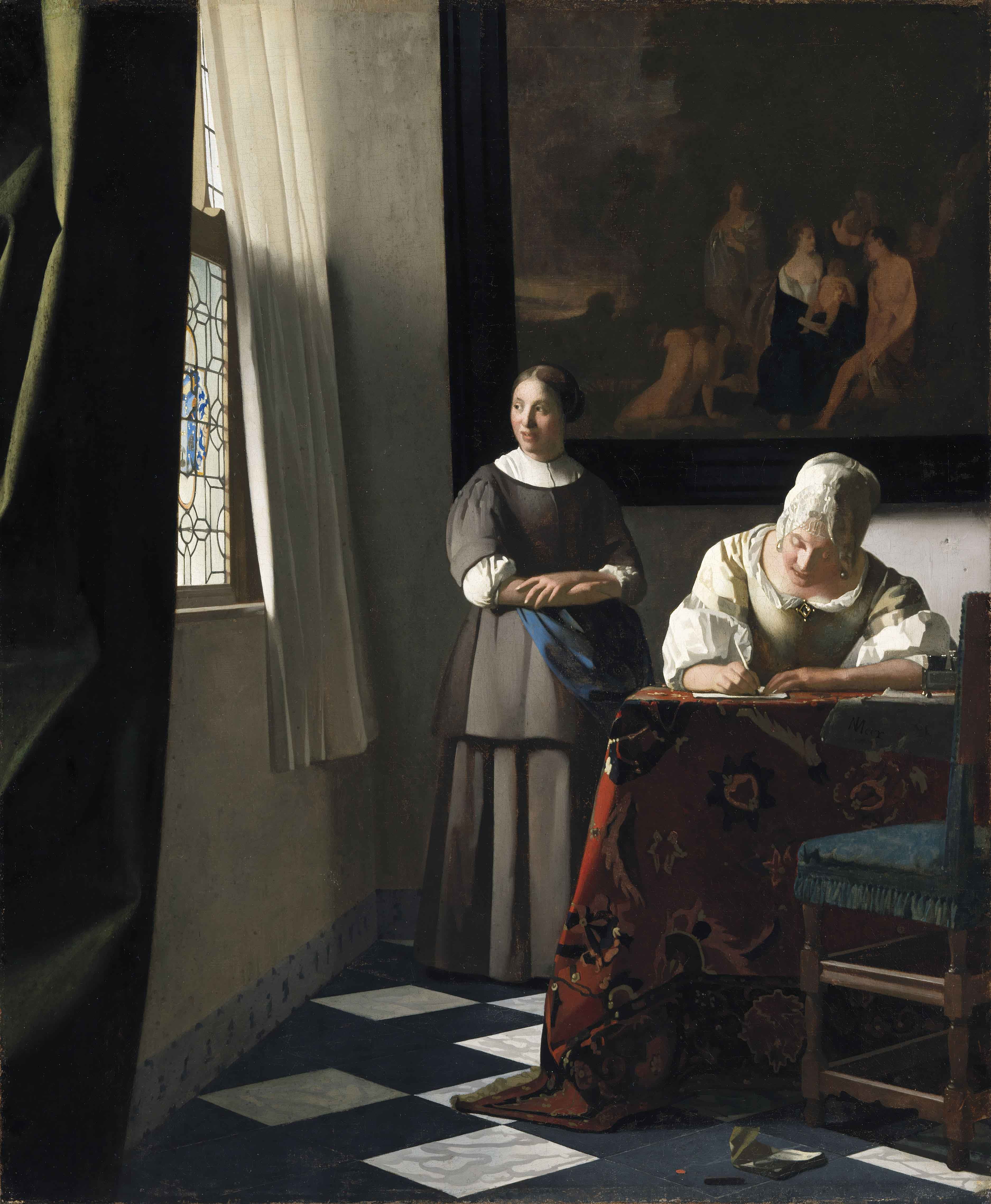
Tableau du peintre Johannes Vermeer

C'est la troisième collaboration entre Louis Andriessen et Peter Greenaway.
Il est créé par l'Opéra national des Pays-Bas au Muziektheater d'Amsterdam le 1er décembre 1999, dans une mise en scène de Peter Greenaway et Saskia Boddeke.

## Discographie
- L'Opéra national des Pays-Bas, Susan Narucki, Barbara Hannigan, Susan Bickley, le Schönberg Ensemble et l'Asko Ensemble dirigés par Reinbert de Leeuw en 2004 (Nonesuch)[3].